# 武田分析研究所
株式会社武田分析研究所（かぶしきがいしゃたけだぶんせきけんきゅうじょ、英文:Takeda Analytical Research Laboratories, Ltd.）は、かつて存在した武田薬品工業の子会社。

## 会社概要
1987年（昭和62年）10月、武田薬品工業大阪工場内での試験・分析を担う会社として設立。1988年（昭和63年）4月に創業し、医薬品の研究・開発・製造事業を目指し不可欠な試験や、各国の薬局方など内外の公定書にした各種試験分析を行ってきた。
2014年（平成26年）3月31日、住友化学の子会社「住化分析センター」へ事業譲渡され消滅した。

## 事業内容
- 医薬品の試験及び分析業務の受託。

## 企業スローガン
- 「優れた分析技術を通じ医薬品創製に参画し人々の健康と医療の未来に貢献する」

## 沿革
- 1987年10月14日 - 武田薬品工業大阪工場・中央研究所内に「株式会社武田分析研究所」として設立。
- 1988年4月1日 - 創業。
- 2014年3月31日 - 住化分析センターへ事業譲渡。

## 主要事業所
- 本社
  - 〒532-0024 - 大阪府大阪市淀川区十三本町二丁目17番85号